# Grand Prix Cycliste de Québec 2023
Das Straßenradrennen Grand Prix Cycliste de Québec 2023 war die 12. Austragung des kanadischen Eintagesrennens. Das Rennen fand am 8. September 2023 statt und war Teil der UCI WorldTour 2023.
Im Sprint setzte sich der Belgier Arnaud De Lie (Lotto Dstny) vor Corbin Strong (Israel-Premier Tech) und Michael Matthews (Jayco AlUla) durch.

## Teilnehmende Mannschaften und Fahrer
Neben den 18 UCI WorldTeams gingen auch 4 UCI ProTeams sowie eine Auswahl des kanadischen Nationalteams an den Start. Für jedes Team sind sieben Fahrer startberechtigt, wobei die Astana-Qazaqstan-Mannschaft nur sechs Fahrer entsandte. Von den 159 Startern erreichten 137 das Ziel.
Mit dem Titelverteidiger Benoît Cosnefroy (AG2R Citroën) und Michael Matthews (Jayco AlUla) standen zwei ehemalige Sieger des Rennens am Start.
Zu den Favoriten zählten in erster Linie die endschnellen Klassiker-Spezialisten. Mit Benoît Cosnefroy, Aurélien Paret-Peintre (beide AG2R Citroën), Julian Alaphilippe, Mauro Schmid (beide Soudal Quick-Step), Christophe Laporte, Tiesj Benoot (beide Jumbo-Visma), Michael Matthews (Jayco AlUla), Valentin Madouas (Groupama-FDJ), Matej Mohorič (Bahrain Victorious), Marc Hirschi, Tim Wellens (beide UAE Team Emirates), Michał Kwiatkowski, Ethan Hayter (beide Ineos Grenadiers), Ben Healy, Alberto Bettiol, Magnus Cort Nielsen (alle EF Education-EasyPost), Mattias Skjelmose Jensen (Lidl-Trek), Victor Lafay (Cofidis), Matteo Jorgenson, Alex Aranburu (beide Movistar), Quinten Hermans (Alpecin-Deceuninck), Warren Barguil (Arkéa-Samsic), Andreas Leknessund (DSM-Firmenich) und Hugo Houle (Israel-Premier Tech), sowie den Sprintern Arnaud De Lie (Lotto Dstny) und Biniam Girmay (Intermarché-Circus-Wanty) starteten gleich mehrere Siegesanwärter.
Hinzu kamen Bergfahrer wie Adam Yates (UAE Team Emirates), Simon Yates (Jayco AlUla), Ben O’Connor (AG2R Citroën), Pello Bilbao, Jack Haig (beide Bahrain Victorious), Daniel Felipe Martínez, Pavel Sivakov (beide Ineos Grenadiers), Jai Hindley (Bora-hansgrohe), Michael Woods (Israel-Premier Tech) und Ilan Van Wilder (Soudal Quick-Step).
| UCI WorldTeams | UCI WorldTeams        | UCI WorldTeams | UCI WorldTeams           | UCI WorldTeams | UCI WorldTeams     | UCI ProTeams | UCI ProTeams           | Nationalteams |
| -------------- | --------------------- | -------------- | ------------------------ | -------------- | ------------------ | ------------ | ---------------------- | ------------- |
| ACT            | AG2R Citroën Team     | GFC            | Groupama-FDJ             | ARK            | Team Arkéa-Samsic  | IPT          | Israel-Premier Tech    | Kanada        |
| ADC            | Alpecin-Deceuninck    | IGD            | Ineos Grenadiers         | DSM            | Team DSM-Firmenich | LDT          | Lotto Dstny            |               |
| AST            | Astana Qazaqstan Team | ICW            | Intermarché-Circus-Wanty | JAY            | Team Jayco AlUla   | TNN          | Team Novo Nordisk      |               |
| TBV            | Bahrain Victorious    | TJV            | Jumbo-Visma              | UAD            | UAE Team Emirates  | TUD          | Tudor Pro Cycling Team |               |
| BOH            | Bora-Hansgrohe        | LTK            | Lidl-Trek                |                |                    |              |                        |               |
| COF            | Cofidis               | MOV            | Movistar Team            |                |                    |              |                        |               |
| EFE            | EF Education-EasyPost | SOQ            | Soudal Quick-Step        |                |                    |              |                        |               |

## Streckenführung
Die Strecke des Rennens hatte sich im Vergleich zu den Vorjahren nicht verändert und führte entlang des Sankt-Lorenz-Stroms und durch Vieux-Québec. Die Fahrer mussten einen 12,6 Kilometer langen Rundkurs 16-mal befahren und legten so insgesamt 201,6 Kilometer zurück. Gegen Ende jeder Runde folgte der kurze, aber steile Anstieg der Côte de la Montagne (42 m), sowie der Schlussanstieg, der sich in drei Stufen unterteilen ließ (Côte de la Potasse, Monteé de la Fabrique und Grand Allée). Pro Runde wurden 186 Höhenmeter absolviert, womit das Rennen insgesamt 2976 Höhenmeter aufwies.
Der Start- und Zielbereich befand sich auf der Grand Allée zwischen dem Parc de la Francophonie und dem Place George-V. Diese stieg leicht an, ehe die Fahrer auf die Avenue Taché abbogen und so in die Abraham-Ebene gelangten, wo sie auf der Avenue Ontario das Musée national des beaux-arts du Québec passierten. Nach rund dreieinhalb Kilometern wurde die Parkanlage verlassen und die Strecke führte zurück auf die Grand Allée. Nun folgte eine schnelle Abfahrt über die Avenue de Laune und die Côte Gilmour. Im Anschluss führte die Strecke für vier Kilometer entlang des Sankt-Lorenz-Stroms bis zur Rue Dalhousie wo die Fahrer bei Kilometer neun auf die Côte de la Montagne abbogen die für 375 Meter mit einem Schnitt von 10 % anstieg. Im Anschluss folgte eine Abfahrt über die Rue des Remparts und Côte de la Canoterie auf die breitere Rue Saint-Vallier Est. Dieser folgten die Fahrer für wenige Meter, ehe die Straße auf der Côte de la Potasse erneut zu steigen begann und in die Rue des Glacis mündete. Dieser Abschnitt wies eine durchschnittliche Steigung von 9 % auf und war 420 Meter lang. Nun ging es vorbei am Capitole de Québec durch das Saint John Gate in die Altstadt von Québec. Die Straße war in diesem Bereich leicht abschüssig, begann kurz darauf jedoch auf der 190 Meter lagen Côte de la Fabrique wieder mit 7 % zu steigen. Vorbei am Rathaus von Québec und der Notre-Dame de Québec ging es zum vorläufig höchsten Punkt, der nach 11,4 Kilometern auf der Rue de Buade erreicht wurde. Die letzten zwei Kilometer führten leicht ansteigend über die Rue du Fort und Rue Saint-Louis, ehe es durch das St. Louis Gate zurück auf die Grand Allée ging, wo sich der Zielstrich befand. Der letzte Kilometer stieg im Schnitt mit 4 % an und verlief zwischen dem Hôtel du Parlement du Québec und der Zitadelle von Québec.
|                       | km   | Länge (m) | Höhe (m) | Ø Steigung |
| --------------------- | ---- | --------- | -------- | ---------- |
| Côte de la Montagne   | 9,3  | 375       | 42       | 10 %       |
| Côte de la Potasse    | 10,7 | 420       | 47       | 9 %        |
| Monteé de la Fabrique | 11,4 | 190       | 47       | 7 %        |
| Grand Allée           | 12,3 | 1000      | 91       | 4 %        |

## Rennverlauf und Ergebnis
Mit Rohan Dennis (Jumbo-Visma) nahm ein Fahrer das Rennen nicht in Angriff. Nach etwa einer Runde bildete sich eine Ausreißergruppe, in der Mauri Vansevenant (Soudal Quick-Step), Mathias Vacek (Lidl-Trek), Gianmarco Garofoli (Astana Qazaqstan) und David Lozano (Team Novo Nordisk) vertreten waren. Rund 50 Kilometer vor dem Ziel kam es im Peloton zu einem Sturz, in den auch Ilan van Wilder (Soudal Quick-Step), Bob Jungels (Bora-hansgrohe), Mikkel Frølich Honoré (EF Education-EasyPost) und Jake Stewart (Groupama-FDJ) involviert waren. Vier Runden vor dem Ziel, mit rund 40 verbleibenden Kilometern, wurden die Ausreißer vom Hauptfeld gestellt. Drei Runden vor dem Ziel kam es zu den ersten Antritten, wobei sich kein Fahrer entscheidend absetzen konnte. In der vorletzten Runde griff Ben Healy (EF Education-EasyPost) im Anstieg der Côte de la Montagne an, wodurch sich das Feld in die Länge zog. Kurz darauf attackierte Brandon McNulty (UAE Team Emirates) im hügeligen zweiten Teil des Rundkurses und fuhr eine kleine Lücke heraus. Der US-Amerikaner wurde jedoch noch vor der letzten Runde wieder gestellt.
3,5 Kilometer vor dem Ziel griff der Titelverteidiger Benoît Cosnefroy (AG2R Citroën) im Anstieg der Côte de la Montagne an und konnte schnell eine größere Lücke herausfahren. Dahinter formierte sich jedoch das Hauptfeld und holte ihn auf der Côte des Glacies, rund zwei Kilometer vor dem Ziel ein. Neilson Powless (EF Education-EasyPost) nutzte die Gelegenheit und trat auf den letzten steilen Rampen des Anstiegs an, konnte sich jedoch nicht absetzen, wodurch ein Fahrerfeld von rund 40 Fahrern auf den letzten Kilometer ging. Auf der leicht ansteigenden Zielgeraden bereitete die Jumbo-Visma-Mannschaft den Sprint für Christophe Laporte vor, wurde jedoch von Corbin Strong (Israel-Premier Tech) und Alex Aranburu (Movistar) behindert, die ihren Sprint früh eröffneten. Corbin Strong sah lange Zeit wie der sichere Sieger aus, ehe Arnaud De Lie (Lotto Dstny), der seinen Sprint von der 20. Position eröffnet hatte, mit einem großen Geschwindigkeitsüberschuss an ihm vorbeifuhr und sein erstes UCI-WorldTour-Rennen gewann. Platz drei ging an Michael Matthews (Jayco AlUla), der sich auf den letzten Metern an Alex Aranburu vorbeischob.
| Platz | Fahrer                   | Nation | Team                   | Zeit                   |
| ----- | ------------------------ | ------ | ---------------------- | ---------------------- |
| 01.   | Arnaud De Lie            | BEL    | Lotto Dstny            | 4:47:36 h (42,05 km/h) |
| 02.   | Corbin Strong            | NZL    | Israel-Premier Tech    | "                      |
| 03.   | Michael Matthews         | AUS    | Team Jayco AlUla       | "                      |
| 04.   | Alex Aranburu            | ESP    | Movistar Team          | "                      |
| 05.   | Matej Mohorič            | SLO    | Bahrain Victorious     | "                      |
| 06.   | Christophe Laporte       | FRA    | Jumbo-Visma            | "                      |
| 07.   | Alexander Kamp           | DEN    | Tudor Pro Cycling Team | "                      |
| 08.   | Marc Hirschi             | SUI    | UAE Team Emirates      | "                      |
| 09.   | Julian Alaphilippe       | FRA    | Soudal Quick-Step      | "                      |
| 010.  | Mattias Skjelmose Jensen | DEN    | Lidl-Trek              | "                      |